# Joan Swift
Joan Swift (* 11. Mai 1933 in Sacramento, Kalifornien als Joan Whitney Hill) ist eine US-amerikanische ehemalige Schauspielerin.

## Leben
Swift hatte von den späten 1950er-Jahren bis Mitte der 1970er-Jahre zahlreiche Auftritte in Film und Fernsehen. Filme, in denen sie spielte, sind unter anderem Das teuflische Spiel von 1965 und der 1975 erschienene Fernsehfilm Lucille Ball: Lucy im Glück mit Lucille Ball. Zu den Fernsehserien, in denen sie auftrat, gehören The Gale Storm Show: Oh! Susanna (1957), 77 Sunset Strip (1963–1964), The Jack Benny Program (1964–1965), Alfred Hitchcock zeigt (1965) und Raumschiff Enterprise in der sie 1967 in der Folge Spock außer Kontrolle die Aurelan Kirk spielte. Von 1966 bis 1968 hatte sie mehrere Auftritte in der Lucille-Ball-Show Hoppla Lucy! sowie 1968 auch in deren Nachfolge-Show Here’s Lucy.

## Filmografie
- 1957: The Gale Storm Show: Oh! Susanna (Fernsehserie, eine Folge)
- 1957: Im wilden Westen (Death Valley Days, Fernsehserie, eine Folge)
- 1961: Anwalt der Gerechtigkeit (Lock Up, Fernsehserie, eine Folge)
- 1963: Am Fuß der blauen Berge (Laramie, Fernsehserie, eine Folge)
- 1963–1964: 77 Sunset Strip (Fernsehserie, 3 Folgen)
- 1964–1965: The Jack Benny Program (Fernsehserie, 3 Folgen)
- 1965: Nachdenkliche Geschichten (Insight, Fernsehserie, eine Folge)
- 1965: Das teuflische Spiel (Brainstorm)
- 1965: Alfred Hitchcock zeigt (The Alfred Hitchcock Hour, Fernsehserie, eine Folge)
- 1965: The Red Skelton Show (Fernsehserie, eine Folge)
- 1965–1966: Tennisschläger und Kanonen (I Spy, Fernsehserie, 2 Folgen)
- 1966: The Munsters (Fernsehserie, eine Folge)
- 1966: The Carol Channing Show (Fernsehfilm)
- 1966–1968: Hoppla Lucy! (The Lucy Show, Fernsehserie, 6 Folgen)
- 1967: Wettlauf mit dem Tod (Run for Your Life, Fernsehserie, eine Folge)
- 1967: FBI (The F.B.I., Fernsehserie, eine Folge)
- 1967: Raumschiff Enterprise (Star Trek, Fernsehserie, Folge Spock außer Kontrolle)
- 1968: Adam-12 (Fernsehserie, eine Folge)
- 1968: Here’s Lucy (Fernsehserie, 2 Folgen)
- 1969: Verliebt in eine Hexe (Bewitched, Fernsehserie, eine Folge)
- 1969: The Bold Ones: The New Doctors (Fernsehserie, eine Folge)
- 1969–1970: Der Chef (Ironside, Fernsehserie, 2 Folgen)
- 1973: Bis zum letzten Atemzug (The Deadly Trackers)
- 1975: Lucille Ball: Lucy im Glück (Lucy Gets Lucky, Fernsehfilm)